# Søndre Rosøya
Søndre Rosøya (oder auch nur Rosøya) ist eine Insel vor der Helgelandküste in der norwegischen Fylke (Provinz) Nordland. Sie liegt westlich der Insel Tjøtta am Tjøttfjord, ist etwa 3 km lang und etwa 1 km breit und unbewohnt. Im Norden schließt sich die Insel Nordre Rosøya an.
Die Insel gehört zur Kommune Alstahaug.

## Geschichte
Am 27. November 1944 versenkten britische Trägerflugzeuge vor Rosøya den Gefangenentransporter Rigel, und 2571 Menschen – aus der Sowjetunion, Polen, Jugoslawien, Norwegen, Deutschland und (dem annektierten) Österreich – fanden dabei den Tod. Dies ist bis heute die größte Schiffskatastrophe Norwegens. Das Wrack wurde 1975 beseitigt.